# بولي موران
بولي موران (بالإنجليزية: Polly Moran)‏ (28 يونيو 1883 - 25 يناير 1952) كانت ممثلة أمريكية، أستمرت مسيرتها الفنية من 1913 حتى 1950، لديها نجمة في ممشى المشاهير في هوليوود.

## وصلات خارجية
- بولي موران على موقع IMDb (الإنجليزية)
- بولي موران على موقع ميوزك برينز (الإنجليزية)
- بولي موران على موقع أول موفي (الإنجليزية)
- بولي موران على موقع قاعدة بيانات الأفلام السويدية (السويدية)
- بولي موران على موقع إن إن دي بي (الإنجليزية)
- بولي موران على موقع قاعدة بيانات الفيلم (الإنجليزية)